# ويليام دتون
ويليام دتون هو متزلج على مسار قصير كندي، ولد في 28 نوفمبر 1989 في ريجاينا في كندا.

## وصلات خارجية
- الموقع الرسمي
- ويليام دتون على موقع SpeedSkatingBase.eu (الإنجليزية)
- ويليام دتون على موقع SpeedSkatingNews.info (الإنجليزية)
- ويليام دتون على موقع SpeedSkatingStats.com (الإنجليزية)
- ويليام دتون على موقع أوليمبيديا (الإنجليزية)
- ويليام دتون على موقع اللجنة الأولمبية الكندية (الإنجليزية)